# Mariano Espina
Mariano Espina fue un militar argentino, expedicionario de la Conquista del Desierto, que alcanzó el grado de coronel. Fue un seguidor de Leandro Alem, uno de los jefes militares de la Revolución del Parque en 1890 y la Revolución de 1893. Fue fundador de la Unión Cívica y la Unión Cívica Radical. Por su participación en la Revolución de 1893 fue condenado a muerte por un tribunal militar en un juicio que duró un solo día. El caso produjo un famoso debate sobre la pena de muerte. La pena fue conmutada por el presidente de la Nación Luis Sáenz Peña.
Está enterrado en el Panteón de los Caídos en la Revolución del Parque que se encuentra en el Cementerio de la Recoleta.